# 百团大战狮脑山战斗遗址
百团大战狮脑山战斗遗址，位于山西省阳泉市城区义井镇王家峪村，已列为山西省文物保护单位。

## 保护
2021年8月4日，百团大战狮脑山战斗遗址由山西省人民政府公布为第六批山西省文物保护单位，编号6-287。